# 마쓰이야마테역
마쓰이야마테역(일본어: 松井山手駅, まついやまてえき)은 일본 교토부 교타나베시에 위치한 서일본 여객철도의 역이다.

## 역 구조
상대식 승강장으로 2면 2선의 반지하역이며, 역사는 고가 형태로 되어 있다. 이 역에서 기즈 역까지는 단선이기 때문에 교환의 기능도 가지고 있다. 오사카부와의 경계가 가까운 구릉지이기 때문에 노선 및 승강장은 반지하 형태로 건설되었다. 양 승강장에 엘리베이터가 설치되어 있으며, 서일본 여객철도 교통 서비스의 위탁 영업을 받고 있다.
이코카 및 제휴 IC 카드의 사용이 가능하다.

### 승강장
| 1・2 | ■ 갓켄토시 선 | 상행선 | 기즈 방면               |
| 1・2 | ■ 갓켄토시 선 | 하행선 | 시조나와테・교바시 방면 |

배선 상으로는 1번 승강장이 상행 본선, 2번 승강장이 하행 본선이지만 어디서든 양방향 열차의 출발이 가능하다. 주로 1번선은 상행선이며, 2번선이 하행선으로 이용되고 있지만 시간대에 따라 이 역에서 회차하는 열차의 발착 번선에 따라 적당히 발착 승강장이 변경된다.

## 역사
- 1989년 3월 11일: 오스미 ~ 나가오 간에 신설 개업
- 2003년 11월 1일: 이코카의 사용이 개시되었다.

## 인접정차역
| 서일본 여객철도 가타마치 선 | 서일본 여객철도 가타마치 선 | 서일본 여객철도 가타마치 선 |
| --------------------------- | --------------------------- | --------------------------- |
| 오스미 기즈 방면            | ■ 갓켄토시 선               | 나가오 교바시 방면          |